# Jan (Schiff, 1928)
Die Jan ist ein Werkstattschiff der Köln-Düsseldorfer Deutsche Rheinschiffahrt AG und wurde 1928 auf der Meidericher Schiffswerft als Passagierschiff für die Mülheimer Ruhrschiffahrts-Gesellschaft in Duisburg gebaut.

## Bauweise
1928 wurde das Schiff von der Mülheimer Ruhrschiffahrts-Gesellschaft in Mülheim an der Ruhr mit dem Namen Oberbürgermeister Lembke in Dienst gestellt. Von der Bauart her war es ein Halbsalonschiff mit versetzten Decks. Im Unterdeck waren vorne die Unterkünfte für die Besatzung und die Küche mit Wirtschaftsbereich untergebracht, dahinter mittschiffs der Motorraum und rechts ein Durchgang zum nach oben abgesetzten Hinterschiff. Auf der linken Seite befanden sich die Maschinistenkammer und ein Spülraum sowie eine Treppe zum Hauptdeck. Der Speisesaal war im Unterdeck achtern. Im vorderen Hauptdeck waren der Salon und die Gästetoiletten sowie der Aufgang zum Achterschiff, das mit einem Sonnensegel überdacht war.

## Geschichte
1936 erwarb die Preußisch-Rheinische Dampfschiffahrtsgesellschaft (PRDG) aus Köln das Schiff und taufte es auf den Namen Viktor von Scheffel. Nach einigen geringen Umbauten setzte die Reederei das Schiff auf dem Oberrhein ein. Wegen Stabilitätsproblemen bei vollbesetztem vorderem Sonnendeck und zu geringer Kapazität wurde das Schiff zum Ende der Saison stillgelegt und ab 1937 an die Kölner Reederei Theodor Weber & Söhne verchartert. Diese setzte das Schiff auf dem Mittelrhein ein, jedoch ohne Benutzung des vorderen Sonnendecks.
Von Kriegsbeginn 1939 bis 1945 wurde das Schiff, das Ende 1938 zum Schlepper umgebaut wurde, für Hilfs- und Versorgungsdienste in Köln eingesetzt. Nach der Reparatur der Kriegsschäden ging das Schiff unter dem Namen Jan van Werth im Juli 1946 wieder in Fahrt und versah zeitweise den Fährdienst in Köln unter der Flagge des alliierten Kontrollrats.
1956 ging das Schiff wieder an die PRDG und wurde nach Einbau eines neuen Motors als Werkstattschiff eingesetzt. 1962 erfolgte auf der Schiffswerft Bröhl in Mondorf der Umbau zum reinen Schlepper und Werkstattschiff. Dazu wurden Teile der Aufbauten entfernt und auf dem Achterschiff Kabinen für die Besatzung eingebaut, im Hauptdeck vorne wurde ein Speiseraum für zwölf Personen eingerichtet. In den folgenden Jahren wurden regelmäßig allgemeine Instandsetzungs- und Modernisierungsarbeiten durchgeführt. 1969 wurde ein neuer Motor vom Typ Deutz SBF 12 M 716 mit 400 PS eingebaut. Am 25. März 1975 entstand durch eine Leckage ein Brand im Maschinenraum. Seit dem 6. Januar 1976 trägt das Schiff die amtliche Schiffsnummer 4200400.
Seit 1993 heißt das Schiff nur noch Jan, da die KD den Namen Jan von Werth für ein neu erworbenes Passagierschiff verwendete.